# Los Brasiles, Guerrero
Los Brasiles är en ort i Mexiko.   Den ligger i kommunen Arcelia och delstaten Guerrero, i den södra delen av landet, 160 km sydväst om huvudstaden Mexico City. Los Brasiles ligger 471 meter över havet och antalet invånare är 154.
Terrängen runt Los Brasiles är kuperad. Runt Los Brasiles är det ganska glesbefolkat, med 34 invånare per kvadratkilometer. Närmaste större samhälle är Arcelia, 11,1 km sydväst om Los Brasiles. Omgivningarna runt Los Brasiles är en mosaik av jordbruksmark och naturlig växtlighet.